# حوزه انتخابیه بیست‌وهفتم نیویورک
حوزه انتخابیه بیست‌وهفتم نیویورک یک حوزه انتخابیه مجلس نمایندگان آمریکا است که در ایالت نیویورک قرار دارد.